# John Carleton
John Porter Carleton (* 13. September 1899 in Hanover, New Hampshire; † 21. Januar 1977 in Manchester, New Hampshire) war ein US-amerikanischer Skisportler.
Carleton, der als Anwalt tätig war, besuchte die Phillips Academy und später das Dartmouth College, wo er das Skiteam leitete. Zudem war er Veteran beider Weltkriege. Er erhielt ein Rhodes-Stipendium und trainierte während seiner Zeit in Oxford das dortige Skiteam. Bei den Olympischen Winterspielen 1924 in Chamonix belegte er den 30. Platz über 18 km und den 22. Rang in der Nordischen Kombination.